# Vril

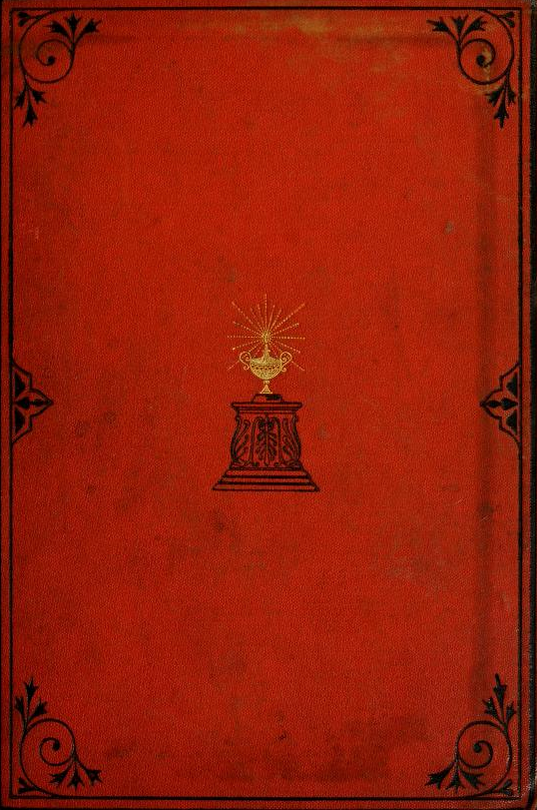
Capa de uma das edições do livro "Vril, O poder da Raça Futura".

Vril: O Poder da Raça Futura, publicado originalmente como A Raça Vindoura, é um romance de Edward Bulwer-Lytton, publicado anonimamente em 1871.
A edição original (britânica) intitulada The Coming Race foi publicada anonimamente em maio de 1871 por Blackwood and Sons de Edimburgo e Londres.  (Blackwood publicou mais quatro "edições" em 1871.)  Edições americanas e canadenses anônimas foram publicadas em agosto de 1871 como The Coming Race ou The New Utopia, por Francis B. Felt & Co. em Nova York e por Copp, Clark & Co. em Toronto, respectivamente.   Erewhon, publicado anonimamente em março de 1872, foi inicialmente considerado uma continuação de The Coming Race, que na época era conhecido por Bulwer-Lytton ter escrito. Quando foi revelado que Samuel Butler era o autor de Erewhon na edição de 25 de maio de 1872 do Athenaeum, as vendas caíram 90 por cento. 
No enredo o narrador que é um engenheiro de minas decide visitar uma antiga mina e logo encontra uma cratera profunda e inexplorada que seria uma caverna que conecta a um mundo subterrâneo onde existe uma verdadeira sociedade com uma raça de seres inteligentes que parecem com os seres humanos mas possuem estatura e poderes muito maiores , é a raça Vril-ya. O narrador logo percebe que esses seres, que se autodenominam Vril-ya, têm grandes habilidades telepáticas e outras habilidades parapsicológicas, como transmitir informações, livrar-se da dor e hipnose . O narrador fica ofendido com a ideia de que os Vril-ya estão mais bem preparados para aprender sobre ele do que ele para aprender sobre eles. No entanto, o guia (que é um magistrado) e seu filho Taë se comportam gentilmente com ele.
O narrador também descobre que os Vril-ya são descendentes de uma civilização antediluviana chamada Ana, que vive em redes de cavernas ligadas por túneis. Originalmente moradores da superfície, eles fugiram para o subsolo há milhares de anos para escapar de uma grande inundação e ganharam maior poder ao enfrentar e dominar as duras condições da Terra. O local onde o narrador desceu abriga 12.000 famílias, um dos maiores grupos. Sua sociedade é uma Utopia com suporte tecnológico, e entre suas principais ferramentas está um "fluido onipresente" chamado "Vril", uma fonte latente de energia proveniente do interior do planeta Terra que os hospedeiros espiritualmente elevados são capazes de dominar por meio do treinamento de sua vontade, em um grau que depende de sua constituição hereditária. Essa maestria lhes dá acesso a uma força extraordinária que pode ser controlada à vontade. É esse fluido que os Vril-ya empregam para se comunicar com o narrador. Os poderes dos Vril incluem a capacidade de curar, mudar e destruir seres e coisas; os poderes destrutivos em particular são imensos, permitindo que algumas crianças Vril-ya destruam cidades inteiras, se necessário. Homens (chamados An, pronunciado "Arn") e mulheres (chamadas Gy, pronunciado "Gee") têm direitos iguais. As mulheres são mais fortes e maiores que os homens. As mulheres também são a parte perseguidora em relacionamentos românticos. Eles se casam por três anos, após os quais os homens escolhem se querem permanecer casados ou solteiros. A fêmea pode então procurar um novo marido. No entanto, raramente decidem se casar novamente.A religião deles postula a existência de um ser superior, mas não se detém em sua natureza. Os Vril-ya acreditam na permanência da vida, que segundo eles não é destruída, mas apenas muda de forma.
O narrador adota o traje de seus anfitriões e começa a adotar também seus costumes. A filha do guia, Zee, se apaixona por ele e conta ao pai, que ordena que Taë o mate com seu cajado. Por fim, tanto Taë quanto Zee conspiram contra tal comando, e Zee conduz o narrador pelo mesmo abismo pelo qual ele desceu primeiro. Retornando à superfície, ele avisa que com o tempo os Vril-ya ficarão sem espaço habitável no subsolo e reivindicarão a superfície da Terra, destruindo a humanidade no processo, se necessário. 